# Заозер’я (Воскресенський район)
Заозер’я (рос. Заозерье) — присілок в Воскресенському районі Нижньогородської області Російської Федерації.
Населення становить 68 осіб. Входить до складу муніципального утворення Нестіарська сільрада.

## Історія
Від 2009 року входить до складу муніципального утворення Нестіарська сільрада.

## Населення
| 1999 | 2002 | 2010 |
| ---- | ---- | ---- |
| 102  | ↗105 | ↘68  |